# My dream girls
「My dream girls」（マイドリームガールズ）は、NACHERRYの楽曲。2枚目のシングルとして2024年2月21日にランティスから発売された。Blu-ray付属の「NACHERRY盤」とCDのみの「魔法少女にあこがれて盤」の2つのバージョンが発売された。

## 背景・リリース
AT-Xほかで放送されたテレビアニメ『魔法少女にあこがれて』の主題歌を収録したマキシシングル。
Blu-rayが付属される「NACHERRY盤」と「魔法少女にあこがれて盤」の2種類が発売されており、NACHERRY盤には「My dream girls」のミュージック・ビデオおよびメイキング映像が収録されている。

## 音楽性
これまでのNACHERRYのアメリカン・ロックな曲調とは異なり、魔法少女をイメージした明るい楽曲となっている。村上奈津実は始めは『魔法少女にあこがれて』の主人公である柊うてなの心情を曲にしたものと思って歌っていたが、実際は同作品に登場する魔法少女3人側をイメージした楽曲であることを制作陣から明かされたと語っている。

## 収録曲
| #         | タイトル           | 作詞       | 作曲・編曲 | 時間  |
| --------- | ------------------ | ---------- | ---------- | ----- |
| 1.        | 「My dream girls」 | Motokiyo   | Motokiyo   | 3:55  |
| 2.        | 「Now」            | 岡田マリア | 永井正道   | 3:27  |
| 3.        | 「NACHERRY」       | 岡田マリア | 山森大輔   | 3:55  |
| 合計時間: | 合計時間:          | 合計時間:  | 合計時間:  | 11:17 |

| #  | タイトル                        | 作詞 | 作曲・編曲 |
| -- | ------------------------------- | ---- | ---------- |
| 1. | 「My dream girls」(Music Video) |      |            |
| 2. | 「Music Video Making」          |      |            |